# Rabaki Jérémie Ouedraogo
Rabaki Jérémie Ouedraogo (1 de gener de 1973) va ser un ciclista burkinès. En el seu palmarès destaca la victòria a l'UCI Àfrica Tour de 2006.

## Palmarès
- 2001
  - Vencedor d'una etapa del Tour de Faso
- 2005
  -  Campió de Burkina Faso en ruta
  - 1r al Tour de Faso i vencedor de 3 etapes
- 2006
  - 1r a l'UCI Àfrica Tour
  -  Campió de Burkina Faso en ruta
  - 1r al Boucle du Coton i vencedor de 2 etapes
- 2002
  - Vencedor de 2 etapes de la Boucle du Coton
- 2009
  -  Campió de Burkina Faso en ruta